# William Arden (2e baron Alvanley)
William Arden, 2e baron Alvanley (8 janvier 1789 - 16 novembre 1849), est un officier de l'armée britannique, pair et mondain, qui fait partie d'un cercle restreint de jeunes hommes entourant le prince régent. 

## Jeunesse et carrière militaire
Il est le fils de Richard Pepper Arden (1er baron Alvanley) et d'Anne Wilbraham-Bootle. Initialement destiné à une carrière d'officier dans l'armée britannique, il achète un poste d'enseigne dans les Coldstream Guards. Il est promu capitaine en mars 1809. Il est transféré plus tard au 50e régiment de fantassins (Queen's Own) et placé en demi-solde au 100e régiment de fantassins le 1er septembre 1812. Criblé de dettes, il est contraint de disposer de sa demi-solde le 10 juin 1826. Il sert plus tard dans la Forest Troop du King's Regiment of Cheshire Yeomanry Cavalry, en tant que cornette, avant de démissionner le 17 janvier 1840. 

## Régence
Lord Alvanley est un homme de premier plan de la Régence et un membre du cercle du prince régent et est ami avec George Brummell. Il est populaire dans la société et considéré comme l'homme le plus spirituel de son époque. Lui, Brummell, Henry Mildmay et Henry Pierrepoint sont considérés comme les principaux moteurs du club de Watier, surnommé "le Dandy Club" par Lord Byron. Ils sont également les quatre hôtes du Bal masqué de juillet 1813 lors duquel le prince régent salue Alvanley et Pierrepoint, mais a ensuite "coupé" Brummell et Mildmay en les boudant, les regardant en face sans leur parler. Brummell a alors dit à Alvanley: "Alvanley, qui est ton gros ami?". Le prince régent n'était pas amusé. Cet incident est le dernier et le plus public des signes indiquant que Brummell n'est plus en faveur. 
Alvanley continue à soutenir Brummell, envoyant de l'argent à son ami pendant son exil en France. En 1835, Alvanley se bat en duel avec Morgan O'Connell.  
Il a un style de vie extrêmement somptueux, financé par les revenus générés par les domaines que son père a achetés. Sa position éminente dans la société lui permet également de créer une marge de crédit. Cependant, ses dettes deviennent insoutenables et, finalement, les domaines de sa famille sont vendus pour les payer. Underbank Hall à Stockport est vendu aux enchères en 1823 et la majeure partie du domaine de Bredbury est vendu par lots en 1825. En 1827, il vend le domaine de Willington à William Tomkinson, un ancien combattant de Waterloo, qui va devenir le site de Willington Hall . Le manoir Arden Hall est vendu en 1833. Il démissionne de son appartenance à White. Après la mort de George IV en 1830, sa situation sociale se dégrade. Il participe parfois à des débats à la Chambre des lords. Il ne s'est pas marié et n'a pas d'enfants. À sa mort, le titre revient à son seul frère, le colonel Hon. Richard Arden . 